# Vastse-Roosa
Vastse-Roosa – wieś w Estonii, w prowincji Võru, w gminie Mõniste.